# Gyachung Kang
Gyachung Kang (nep. ग्याचुङ्काङ, Gyāchung Kāng; chiń. 格重康峰, Gézhòngkāng Fēng) – szczyt w Himalajach. Leży na granicy Chin i Nepalu. Jest to najwyższy siedmiotysięcznik na świecie i piętnasty szczyt Ziemi (ex aequo z Gaszerbrum III). Jest też najwyższym szczytem między Czo Oju (8201 m) a Mount Everest (8850 m).
Pierwszego wejścia dokonali Yukihiko Kato, Kiyondo Sakeisawa, Kuzunari Yasuhisa i Pasang Phutar 10 kwietnia 1964 r.